# Fortress
Fortress är en australisk-amerikansk science fiction-film från 1992 i regi av Stuart Gordon, skriven av Troy Neighbors och Steven Feinberg. Medverkar gör bland andra Christopher Lambert, Kurtwood Smith och Loryn Locklin.

## Handling
Filmen utspelar sig i ett framtida USA där det är ett brott för en kvinna att föda mer än ett barn. Huvudpersonerna John (Christopher Lambert) och Karen Brennick (Loryn Locklin) väntar sitt andra barn, deras första barn var dödfött, men blir fängslade för sitt brott när de försöker fly över gränsen till Mexiko. Fängelset, titelns Fortress, drivs av ett privat företag som övervakar de intagna med hjälp av kameror, tankeläsning, laser och neutronkanoner. Fängelsedirektören, roboten Poe (Kurtwood Smith), vill ta hand om Karens barn och göra även det till en robot. Hon går med på att flytta ihop med honom för att kunna hjälpa sin make, allt medan maken och hans cellkamrater kämpar för att fly och rädda Karen.

## Om filmen
Filmen är en version av 1989 års Lock Up och följdes 1999 av Fortress 2 där Christopher Lambert åter spelar John Brennick. Fortress hade Sverigepremiär i Stockholm, Göteborg och Malmö 3 december 1993, och var då 90 minuter lång mot originalets längd på 95 minuter. Den har senare visats på TV3 ett flertal gånger, då ytterligare nedklippt till 88 minuters längd.
Stuart Gordon nominerades 1993 till Avoriaz Fantastic Film Festivals Grand Prize och filmen nominerades 1994 till Academy of Science Fiction, Fantasy and Horror Films pris Saturn Award, i klassen "Bästa science fiction-film".

## Rollista (urval)
| Christopher Lambert       | – John Brennick  |
| Loryn Locklin             | – Karen Brennick |
| Kurtwood Smith            | – Poe            |
| Lincoln Kilpatrick        | – Abraham        |
| Clifton Gonzalez Gonzalez | – Nino           |
| Jeffrey Combs             | – D-Day          |
| Tom Towles                | – Stiggs         |
| Vernon Wells              | – Maddox         |